# Sri-lankische Badmintonmeisterschaft 1981
Die Sri-lankische Badmintonmeisterschaft 1981 war die 29. Austragung der nationalen Titelkämpfe im Badminton in Sri Lanka.

## Sieger und Finalisten
| Disziplin    | Gold                                 | Silber                                    |
| ------------ | ------------------------------------ | ----------------------------------------- |
| Herreneinzel | Ravi Kuruppu                         | Malik Jhan                                |
| Dameneinzel  | Anoma Wickramanayake                 | Imali Fernando                            |
| Herrendoppel | Ranil Wijesekera S. Basnayake        | Ravi Kuruppu Malik Jhan                   |
| Damendoppel  | Anoma Wickramanayake Imali Fernando  | Samanthi Hittiarachchi Kamani Wijesundara |
| Mixed        | Niroshan Wijekoon Kamani Wijesundara |                                           |